# The Tiger's Apprentice
The Tiger's Apprentice es una película de fantasía animada estadounidense de 2024 basada en la novela de 2003 del mismo nombre de Laurence Yep. Producida por Paramount Animation y Jane Startz Productions, está dirigida por Raman Hui y codirigida por Paul Watling y Yong Duk Jhun a partir de un guion escrito por David Magee y Christopher Yost. La película está protagonizada por las voces de Brandon Soo Hoo, Henry Golding, Lucy Liu, Sandra Oh y Michelle Yeoh.
Cartoon Network originalmente optó por producir una adaptación cinematográfica híbrida de acción en vivo y CGI de la novela a fines de la década de 2000, pero nunca llegó a buen término. Posteriormente, Paramount adquirió los derechos de una película animada en marzo de 2019, con Carlos Baena como director y Mikros Animation proporcionando la animación. Gran parte del elenco de voces se reveló entre 2020 y 2022, luego del casting de Golding en julio de 2020. Posteriormente, Hui reemplazó a Baena como director en enero de 2022. Steve Jablonsky compuso la banda sonora.
Originalmente planeada para su estreno en cines por Paramount Pictures, The Tiger's Apprentice se estrenó en Paramount+ el 2 de febrero de 2024 después de retrasarse varias veces debido a la pandemia de COVID-19. La película recibió reseñas mixtas de los críticos.

## Sinopsis
En 2009, en Hong Kong, la señora Lee y su nieto Tom son perseguidos por yaoguai. La Sra. Lee puede defenderse de ellos con la ayuda de los Guerreros del Zodíaco, un grupo de cambiaformas arraigados en el zodíaco chino, antes de enfrentarse a Loo, una hechicera que controla los yaoguai. Quince años después, Tom, que ahora vive con su abuela en San Francisco, se enfrenta a un matón en la escuela, en parte por el aspecto chino de su casa, cuando sin darse cuenta desata una fuerza mágica. Después de la escuela, Tom quita algunos amuletos de su casa, que sin él saberlo protegían contra los espíritus malignos.
Poco después, el señor Hu, el tigre de los Guerreros. visitas después de sentir que los amuletos han sido enviados. Durante la pelea, la Sra. Lee le arroja la piedra a Tom, convirtiéndolo en el guardián justo en ese momento, antes de activar todos los hechizos protectores juntos, lo que resulta en una explosión destinada a matarla a ella y a Loo, pero este último sobrevive.
Hu lleva a Tom a un lugar seguro donde aprende sobre los Guerreros del Zodíaco y cómo juraron proteger al guardián. Más tarde esa noche, Tom tiene un sueño en el que ve un Fénix brillante cubierto de oscuridad, y una mujer le dice que ahora camina por dos mundos: el mundo de los mortales y el mundo de la magia.
Pronto todo el grupo de Guerreros del Zodíaco se reúne en el Templo de los Doce. Sin embargo, algunos de los Guerreros del Zodíaco no aparecen, lo que genera una situación incómoda. Mientras tanto, Tom va a enfrentarse a Loo, quien resulta ser la madre de Räv, la nueva estudiante de la escuela de Tom. Los Guerreros del Zodíaco llegan y se enteran de que Loo capturó a los miembros desaparecidos, mientras que otros pocos también quedan atrapados. Tom, Räv y los miembros restantes finalmente escapan.
Tom se concentra en su entrenamiento. Para obtener poder completo como guardián, debe poder ver el Fénix dentro de la piedra, algo que el linaje de Tom puede ver. Mistral, el dragón, le dice a Tom una noche que durante la pelea entre la señora Lee y Loo, Hu murió protegiéndolo. Más tarde, después de derrotar a Loo en la batalla, la señora Lee dio una parte de su alma para salvar a Hu. Más tarde, Tom ve a su abuela, pero se revela que es Loo, quien le roba la Piedra Fénix.
Después de que Tom informa a los Guerreros, Hu revela que Loo usará la piedra en la víspera del Año Nuevo Lunar, cuando se ponga el sol. Ese día, Tom y los Guerreros encuentran a Loo y se produce una gran batalla. Hu es capturado brevemente, pero es liberado junto con los otros guerreros. Sin embargo, Loo activa la piedra Fénix para succionar todas las almas de los mortales. En ese momento, Tom finalmente ve al Fénix dentro de la piedra. Tom elimina la oscuridad que tortura al Fénix, revirtiendo los efectos y derrotando a Loo.
Sin embargo, Tom muere con su alma a punto de irse. Hu, con la ayuda de los otros Guerreros del Zodíaco, interpreta Na Kua, que lo lleva al Océano de Lágrimas. Allí, Hu le ruega a la Emperatriz que le entregue una parte de su alma para salvar a Tom, lo cual es aceptado. Más tarde, Hu ofrece su tienda como el nuevo hogar de Tom. En la escena de mitad de créditos, Tom, como resultado de contener parte del alma de Hu, puede transformarse en un tigre.

## Reparto
- Brandon Soo Hoo como Tom Lee, el nuevo guardián en entrenamiento[3]
  - Lydie Loots como Baby Tom
- Henry Golding como el Sr. Hu, mentor de Tom y guardián del Tigre[3][4]
- Lucy Liu como Nu Kua/Cynthia, la emperatriz del mundo de los espíritus. Cynthia es una rana dueña de una tienda de bolas de masa y es guardiana del templo de los 12[3]
- Sandra Oh como Mistral, la guardiana del Dragón[3][5]
- Michelle Yeoh como Loo, una hechicera malvada[3]
- Bowen Yang como Sidney, el guardián de la Rata[3]
- Leah Lewis como Räv, la hija adoptiva de Loo y el interés amoroso de Tom[3][6]
- Kheng Hua Tan como la Sra. Lee, la abuela de Tom[3]
- Sherry Cola como Naomi, la guardiana del Mono[3]
- Deborah S. Craig como Pig, el guardián del Cerdo[3]
- Jo Koy como Rooster, el guardián del Gallo[3]
- Greta Lee como Rabbit, el guardián del Conejo[3]
- Diana Lee Inosanto como Horse, la guardiana del Caballo[3]
- Patrick Gallagher como Dog, el guardián del Perro[3]
- Poppy Liu como Snake, la guardiana de la Serpiente[3]
- Josh Zuckerman como Rudy
- Ryan Christopher Lee como Liam
- Raman Hui como locutor de radio

## Producción

### Desarrollo
En octubre de 2008, Cartoon Network anunció una adaptación cinematográfica para televisión de la novela de 2003 de Laurence Yep, The Tiger's Apprentice, que se estrenaría en la cadena en 2010 . Producida por Cartoon Network Studios, la película habría sido un híbrido de acción real/CG, con David Magee escribiendo el guion y Jane Startz como productora ejecutiva. El proyecto nunca llegó a concretarse.
En marzo de 2019, Paramount Pictures anunció una adaptación animada de la novela que se estrenará en cines en febrero de 2022. En junio de 2019, Paramount Animation anunció que Carlos Baena dirigiría la película, con Magee y Harry Cripps escribiendo el guion, Startz como productor y Raman Hui y Kane Lee como productores ejecutivos. En julio de 2020, la película se retrasó hasta febrero de 2023 debido a la pandemia de COVID-19. En enero de 2022, se reveló que Hui dirigiría la película, con Paul Watling y Yong Duk Jhun codirigiendo y Bob Persichetti como productor. Baena seguiría desempeñando el papel de productor ejecutivo. New Republic Pictures cofinanció la película, pero no aparece en los créditos.

### Casting
En julio de 2020, Henry Golding fue elegido para la película como el Sr. Hu. En septiembre de 2020, Sandra Oh fue elegida para la película como Mistral, con Michelle Yeoh, Brandon Soo Hoo, Bowen Yang, Sherry Cola y Kheng Hua Tan también se sumaron al elenco en papeles no especificados. En noviembre de 2020, Leah Lewis fue elegida para la película como Räv. En julio de 2022, se supo que Lucy Liu se había agregado al elenco en un papel protagónico. En diciembre de 2023, junto con el tráiler, se reveló que Deborah S. Craig, Jo Koy, Greta Lee, Diana Lee Inosanto, Patrick Gallagher y Poppy Lui se habían unido al elenco.

### Animación
La animación estuvo a cargo de Mikros Animation, en París. La película contó con un equipo de 80 animadores y tuvo una producción de cuatro años. Animadores de España, Inglaterra, Bélgica y Canadá realizaron trabajo remoto.

### Posproducción
La postproducción finalizó a mediados de 2023. El día del estreno de la película, dos miembros del equipo que trabajaron en la película revelaron en Letterboxd que la película pasó por una producción turbulenta. El primer usuario, identificado como didiwa, citó acoso y reescrituras que ocurrieron hasta 2023, junto con algunos miembros del equipo de producción realizando múltiples trabajos y con varios niveles salariales por encima de los roles reales, sin permiso de vacaciones, mientras que otros volaron por Europa con gastos pagados. Devon Manney, el segundo usuario, trabajó como aprendiz de artista de historias de junio a diciembre de 2019 y fue despedido con el resto del equipo de historia unos días antes de la Navidad de ese año, diciendo que Paramount "quería hacer una copia del Spider-Verse".

### Música
En diciembre de 2023, se anunció que Steve Jablonsky compondría la banda sonora de la película. El 26 de enero de 2024 se lanzó una versión de "Eye of the Tiger" de Survivor, interpretada por Zhu.
El 9 de febrero de 2024, el grupo femenino japonés Atarashii Gakko!, lanzó la canción "Hello" de la banda sonora de la película como sencillo.

## Estreno
The Tiger's Apprentice tuvo su estreno mundial en Los Ángeles el 27 de enero de 2024 y fue lanzado por Paramount+ el 2 de febrero de 2024.
La película estaba originalmente programada para su estreno en cines por parte de Paramount Pictures el 11 de febrero de 2022, pero debido a la pandemia de COVID-19, se retrasó hasta el 10 de febrero de 2023 y posteriormente el 20 de diciembre de 2023. Luego se retrasó aún más hasta el 19 de enero de 2024. Sin embargo, en septiembre de 2023, la película se eliminó del calendario de estrenos en cines de Paramount y se trasladó a un estreno en streaming en Paramount+ en una fecha no especificada de 2024. En diciembre de 2023, junto con el avance, se reveló la fecha de estreno final de la película.